# Crying in the Rain
Crying in the Rain ist ein Lied, das im Jahr 1961 von den Everly Brothers interpretiert wurde. Geschrieben wurde das Lied von Carole King (Musik) in Zusammenarbeit mit Howard Greenfield (Text).

## Hintergrund
Das Lied entstand eher zufällig durch einen Partnertausch bei Aldon Music, wo King und Greenfield zu dieser Zeit tätig waren. Trotz des kommerziellen Erfolgs dieser Produktion, blieb dies der einzige Song, den sie gemeinsam schrieben. Die Aufnahme zu der Single Crying in the Rain (B-Seite I’m not angry; Eigenkomposition unter dem Pseudonym „Jimmy Howard“) entstand 1961 bei Warner Bros. Records. Das Lied ist knapp zwei Minuten lang und wurde von vielen Interpreten gecovert, wie beispielsweise 1981 von Tammy Wynette und 1990 von der norwegischen Gruppe a-ha. Weitere Versionen existieren von Art Garfunkel und James Taylor sowie auf Deutsch unter den Titeln Damals, als der Regen kam (Anne-Karin 1981), Du sollst die Tränen niemals seh’n (Karel Gott 1992) oder Regen in der Nacht (Connie Francis 1978) aber auch auf Französisch J’irai pleurer sous la pluie (Richard Anthony 1962) oder unter dem Titel Ik wil niet dat jij m’n tranen ziet (Rudy Meyns 1995).

## Inhalt
Das Lied erzählt vom Leid, den ein gebrochenes Herz verursacht und beginnt mit den Worten “I’ll never let you see, the way my broken heart is hurtin’ me, I’ve got my pride and I know how to hide, all my sorrow and pain” (deutsch: „Ich lass dich niemals seh’n, wie mein gebrochenes Herz mich verletzt, ich habe meinen Stolz und weiß, wie ich all das Leid und den Schmerz verbergen kann“) und endet in dem Refrain “I’ll do my cryin’ in the rain” (deutsch: „Ich werde meine Tränen im Regen vergießen“). In der zweiten Strophe wird erzählt, wie groß die Liebe noch immer ist, so dass man auf den bewölkten Himmel wartet, um die Tränen mit Regen zu vermischen, und für den Anderen unsichtbar, dem bleibenden Schmerz des Herzens nachzugeben. Auch diese Strophe endet mit dem Refrain. Die dritte Strophe ist stilistisch anders aufgebaut und beschreibt die Funktion von Sturm und Regen, die den Kummer nicht wegwaschen können, jedoch die Gefühle verdeutlicht, die die Trennung hervorruft und den Wunsch offen zu weinen und den großen Schmerz nicht öffentlich zu zeigen. Die vierte Strophe ist eine Art Ausblick auf die Zukunft. Bis der Kummer irgendwann vorüber sein wird, und bis man endlich wieder lächelnd in die Sonne gehen kann, “Some day when my cryin’s done, I’m gonna wear a smile and walk in the sun …” wird man dem anderen nicht zeigen, wie sehr man verletzt wurde und weiterhin heimlich im Regen weinen. Es endet mit einer mehrmaligen Wiederholung der Grundaussage des Refrains “I’ll do my cryin’ in the rain”.

## Charts und Chartplatzierungen
| ChartsChartplatzierungen       | Höchstplatzierung | Wochen |
| ------------------------------ | ----------------- | ------ |
| Vereinigte Staaten (Billboard) | 6 (13 Wo.)        | 13     |
| Vereinigtes Königreich (OCC)   | 6 (15 Wo.)        | 15     |

## Coverversion von a-ha
A-ha veröffentlichte ihre Coverversion des Liedes am 15. September 1990 als Vorabsingle ihres vierten Studioalbums East of the Sun, West of the Moon, das am 22. Oktober des Jahres erschien. Der Song erreichte in zahlreichen Ländern die Charts, darunter in Deutschland auf Platz sechs und in ihrem Heimatland Norwegen auf der Spitzenposition. Im Vereinigten Königreich schaffte er es auf Platz 13. Die Band, selbst Fans der Beatles und deren Einfluss Everly Brothers, hatte über ihren Manager Terry Slater, einem Freund von Phil Everly, Kontakt zu den Everly Brothers, für die dieser in den 1960er Jahren auch Bass gespielt hatte, und konnte sie 1984 treffen. 1985 erhielt a-ha Sonderanfertigungen von Gitarren von diesen geschenkt, die sie fortan nutzten. 1989 entschied sich die Gruppe dann, den Song als Tribut zu covern. 2010 coverte sie einen weiteren Titel, Bowling Green, den Slater mitgeschrieben hatte.
| ChartsChartplatzierungen     | Höchstplatzierung | Wochen |
| ---------------------------- | ----------------- | ------ |
| Deutschland (GfK)            | 6 (24 Wo.)        | 24     |
| Norwegen (IFPI)              | 1 (12 Wo.)        | 12     |
| Österreich (Ö3)              | 17 (8 Wo.)        | 8      |
| Schweiz (IFPI)               | 21 (5 Wo.)        | 5      |
| Vereinigtes Königreich (OCC) | 13 (7 Wo.)        | 7      |

| ChartsJahrescharts (1990) | Platzierung |
| ------------------------- | ----------- |
| Deutschland (GfK)         | 86          |